# Alessandro Gherardini
Pour les articles homonymes, voir Gherardini.
Alessandro Gherardini (Florence, 16 novembre 1655 – Livourne, mars 1726) est un peintre italien baroque de l'école florentine, actif à la fin du XVIIe et dans la première moitié du XVIIIe siècle.

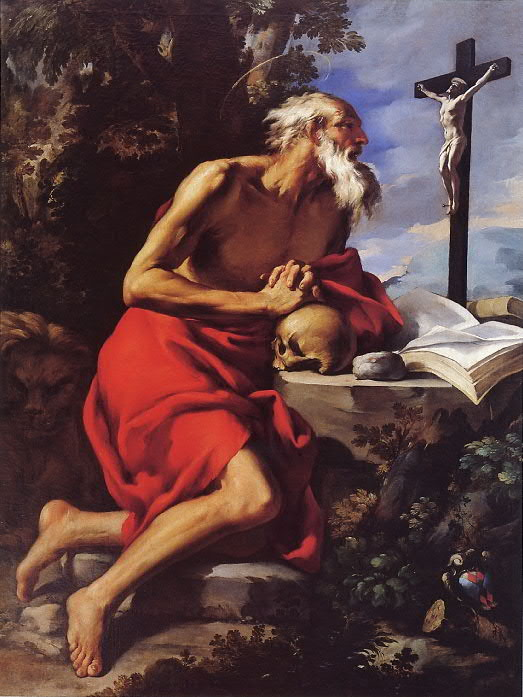
Saint Jérôme pénitent.

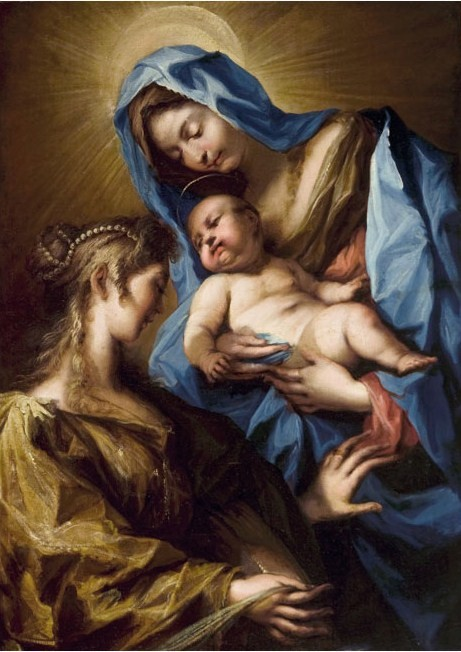
Noces mystiques de sainte Catherine d'Alexandrie.

## Biographie
Alessandro Gherardini fut l'élève du peintre Alessandro Rosi.  Il a été influencé par Pietro da Cortona. Sebastiano Galeotti a été de ses élèves.
En 1675 il est à Pontremoli, une ville toscane, puis a voyagé dans le nord de l'Italie, séjournant à Parme à la décoration de la Chartreuse.
En 1688, il est de retour à Florence, où, commandité par Ferdinand II de Médicis, il décore une chapelle du Palazzo Pitti et un plafond à la Villa Médicis à Castello.
Il séjourna à diverses reprises à Livourne où il mourut au mois de mars 1726.

## Œuvres
- Saint Jérôme pénitent
- Moïse (v. 1688), Neue Residenz, Staatsgal, Bamberg,
- Solomon et Sheba (v. 1688), Munich, Neues Schloss, Schleissheim,

Pontremoli
- Transfiguration et Martyre de sainte Christine église santa Cristina,
- Samson et la destruction du Temple (detruite), fresque, Palazzo Negri,
- Miracle de saint Nicolas de Bari (1689) ;
- Fresques, église Santa Maria degli Angeli, Pistoia ;

Florence
- Crucifixion, monastère des Augustines adjacent à Santa Maria dei Candeli ;
- Scènes de la Vie de saint Antoine (fresques), couvent San Marco ;
- Pala dell'Assunta (1697), San Niccolò in Prato ;
- Fresques, Sala delle Virtù, dei Vizi e delle Arti, Palazzo Roffia,
- Vierge à l'Enfant et saint Filippo Neri, tabernacolo della Quarquonia,
- Fresques, palais Ginori, Giugni et Orlandini (1693-1694)
- Assomption, Villa Médicis a Castello, (1688)
- Triomphe de la Foi, voûte de San Jacopo tra Fossi.
- Noces mystiques de sainte Catherine d'Alexandrie (1712-1715), collection privée.

## Sources
- (en) Cet article est partiellement ou en totalité issu de l’article de Wikipédia en anglais intitulé « Alessandro Gherardini » (voir la liste des auteurs).